# Коммагенские цари
Коммагенские цари — армянская царская эллинистическая династия (младшая ветвь  царской династии Ервандидов), правившая со 163 года до н. э. по 17 год н. э. и с 38 года н. э. по 72 год н. э. в Коммагене (Малая Азия).

## Цари Коммагены
- Птолемей 163 год до н. э. — 130 год до н. э.
- Сам II 130 год до н. э. — 100 год до н. э.
- Митридат I 100 год до н. э. — 69 год до н. э.
- Антиох I 69 год до н. э. — 40 год до н. э.
- Антиох II 40 год до н. э. — 38 год до н. э.
- Митридат II 38 год до н. э. — 20 год до н. э.
- Митридат III 20 год до н. э. — 12 год до н. э.
- Антиох III 12 год до н. э. — 17 год н. э.
- Антиох IV[англ.] 38 год н. э. — 72 год н. э.

Временной разрыв между Антиохом III и Антиохом IV объясняется тем, что с 17 по 38 год н. э. Коммагена была римской провинцией и не имела собственного царя. В 72 году н. э. Коммагена снова вошла в состав Римского государства.